# Kraken (banda)
Kraken es una banda de hard rock y heavy metal colombiana fundada en Medellín en junio de 1984. A lo largo de su carrera, la banda alcanzó gran popularidad en Colombia durante los años 80, y su influencia se extendió a otros países de América Latina, como México, Argentina, Bolivia, Venezuela y Ecuador, además de realizar presentaciones en Estados Unidos.
El grupo se destacó principalmente por la voz y liderazgo de Elkin Ramírez, quien fue su vocalista, letrista y uno de los miembros más importantes hasta su fallecimiento el 29 de enero de 2017. A pesar de esto, Kraken continúa activa con una nueva formación y ha lanzado varios trabajos discográficos en los últimos años, manteniendo su legado en la música de rock en Colombia y más allá.

## Historia

### Conformación
A finales de 1983, el cantante Elkin Ramírez fue invitado a unirse a un grupo que interpretaba versiones de canciones originales de bandas reconocidas. Este grupo estaba conformado por Hugo Restrepo (guitarra), Jorge Atehortúa (bajo), Jaime Tobón (guitarra rítmica) y Gonzalo Vásquez (batería). Antes de este proyecto, Elkin Ramírez ya se había formado como vocalista en otras agrupaciones, perfeccionando su estilo lírico. Su carrera comenzó en 1981 con la banda Lemon Juice, luego pasó a Hertz en 1982, y en 1983 alternó entre Kripzy y Ferrotrack, donde compartió escenario con músicos destacados como Hernán Cruz y Gustavo Corrales.
La banda nació oficialmente el 18 de junio de 1984, con un repertorio de temas interpretados pero con un distintivo, ya que sus composiciones eran en español. El grupo debutó con un concierto en el Teatro Lux de Manrique, en Medellín, el 22 de septiembre de 1984, ante 1200 personas. En 1985, el guitarrista rítmico Jaime Tobón dejó la banda, siendo reemplazado por Ricardo Posada, con quien Elkin ya había trabajado en Kripzy. A partir de ese momento, Kraken comenzó a consolidarse como un grupo con una identidad musical propia, marcada por un sonido influenciado por el heavy metal y el hard rock.
En 1986, Kraken se presentó en la Plaza de Toros La Macarena de Medellín junto a la banda brasileña Santuario, ante una audiencia de 6000 personas, quienes coreaban sus canciones inéditas. Para entonces, ya circulaban grabaciones piratas de sus temas por todo el país, lo que ayudó a aumentar la popularidad de la banda. Desde ese momento, Kraken se consolidó como una de las bandas de rock más representativas de Colombia, y su legado ha perdurado hasta la actualidad.

### Primer álbum:Kraken I
En 1986 se logra concretar la grabación del primer sencillo en formato de 45 revoluciones, incluyendo la condición de recaudar 500 firmas de personas comprometidas a comprar las copias exigidas, que al final agotarían 10 ediciones, o sea, hasta vender 10 000 copias. Los temas elegidos para este primer sencillo fueron «Todo Hombre es una Historia» y «Muere Libre».
Su vocalista Elkin Ramírez, hace contactos para salir con la agrupación fuera de las fronteras de su ciudad y lo logra, llevando a Kraken a Pereira en 1986, presentándose en el coliseo menor de la Perla del Otún. A comienzos de 1987, Kraken graba su segundo sencillo en igual formato, el cual incluyó «Escudo y Espada» y «Soy Real». Las ventas esta vez fueron de 7500 copias. El resultado de estas ventas, en menos de seis meses, inquietó al sello fonográfico que poseía sus derechos artísticos y, a mediados de ese mismo año, se realizó la grabación de su primer álbum en acetato o formato LP de nombre Kraken I. Fue comercializado en el mes de octubre, vendiendo cerca de 50.000 copias en pocos meses a nivel nacional.
Formación en 1987 y 1988
- Elkin Ramírez: letras, líricas y voz.
- Hugo Restrepo: guitarra líder.
- Ricardo Posada: guitarra líder.
- Jorge Atehortúa: bajo eléctrico.
- Gonzalo Vásquez: batería.

### Primera gira nacional
La primera gira nacional no se hizo esperar y fue posible al año siguiente. Esto marcó el precedente para el posicionamiento nacional de la banda como el «Titán del Rock Nacional»: recibieron contrataciones de empresarios para iniciar en su ciudad natal (Medellín) y luego se extendieron a la capital colombiana, Bogotá. El eje cafetero no se hizo esperar y llegaron a la ciudad de Manizales, seguida de Pereira y participando en la celebración del centenario de la ciudad de Armenia. Luego viajaron a la frontera norte para debutar en Cúcuta, seguido de conciertos intercalados en otras ciudades hasta llegar a Cali. Ese mismo año, Ricardo Posada se retira voluntariamente para continuar con sus estudios universitarios. Sin embargo y pese a este inconveniente, los primeros pasos para convertir a la agrupación en una pequeña organización fue posible gracias a la consecución de un representante comercial, patrocinadores, asesoría en imagen, publicidad, mercadeo, fotografía y un equipo de auxiliares técnicos en escena, para preparar así su segundo LP.

### Kraken IIyKraken III: Conquista de la fama nacional
La grabación del disco Kraken II,  en términos generales, se elaboró pensando en un público roquero más universal. Su composición tomó un tiempo récord para los integrantes de la agrupación, pues debían cumplir con sus presentaciones en vivo y con la producción de todo el material que debían crear y seleccionar. La propuesta de incluir un teclista, Jaime Ochoa Lalinde, como miembro de la banda en reemplazo de su exguitarrista líder, Ricardo "Richi" Restrepo, se determinó por la necesidad de encontrar un sonido más acorde a sus influencias y objetivos musicales, logrando unificar y madurar al ritmo de las bandas roqueras internacionales del momento y asumiendo el proceso responsable que esto exigía. Se internaron nuevamente en un estudio independiente bajo la mirada del sello tradicional que aún tenía sus derechos. Por primera vez en la historia del rock en Colombia, el tema «Vestido de Cristal» entre 1989 y 1990 logró convertirse en el tema número uno en todas las emisoras juveniles nacionales. La inclusión de los teclados fue determinante y definitiva para este álbum y, a pesar de las críticas y los temores por la inclusión de este instrumento, la banda no vaciló en hacerlo parte de su nueva fórmula de sonido. Ya no se trataba simplemente de mantener el sonido original de "banda local de garaje". El objetivo era el de avanzar para ser una banda representativa a nivel nacional en proceso de convertirse a futuro en una banda internacional.
El año 1990 tuvo grandes retos que superar y fue testigo de la composición, grabación y producción de Kraken III, álbum que se logró con un sonido más contundente y maduro, netamente roquero.  Temas como «Rostros Ocultos» e «Hijos del Sur» se convirtieron en nuevos himnos sin hacerse notar al principio de su publicación. El primero se mantuvo encabezando listas durante varias semanas a nivel nacional, y permitió nuevamente una nueva gira, la cual incluyó un gran evento denominado "Concierto de la Independencia", el sábado 19 de julio de 1991 en la Plaza de Toros La Macarena de la ciudad de Medellín, en el marco de la celebración del día de la Independencia de Colombia. Este gran evento estuvo acompañado de diferentes pensamientos y exposiciones para resaltar y reclamar por el derecho a la libre expresión. Otro de los temas musicales importantes de este álbum como «Lagrimas de Fuego», en su inicio propuesto musicalmente por el teclista Jaime Ochoa Lalinde, se convirtió en la balada preferida de la banda por el efecto impactante y profundo que Elkin Ramírez logró en la composición de la letra. Una vez más la banda lograba, a través de la composición de baladas de rock profundo contemporáneo, demostrar su gran aceptación en los corazones de sus seguidores totalmente identificados con el sentimiento de dichas melodías y letras.
Kraken ese mismo año es contratado por primera vez para realizar un concierto fuera de las fronteras de su país y Poliedro de Caracas, Venezuela fue el escenario. Hubo cerca de 20.000 asistentes. Al finalizar el año su baterista fundador Gonzalo Vásquez (1983-1991) y el teclista Jaime Ochoa Lalinde (1988-1991), deciden por razones personales y por voluntad propia retirarse de la banda.
Formación desde 1989 hasta 1992
- COMPOSICIÓN: Música: Alineaciones KRAKEN II, KRAKEN III Letras: Elkin Ramírez.
- Elkin Ramírez: Voz líder.
- Hugo Restrepo: Guitarras.
- Jorge Atehortua: Bajo eléctrico.
- Gonzalo Vásquez: Batería.
- Jaime Ochoa Lalinde: Teclados, músico invitado en Kraken II, miembro de la banda en Kraken III.
- Víctor García: Productor musical, ingeniero de grabación y músico invitado en Kraken II.

### Piel de cobrey la temática precolombina
Después de superar los inconvenientes que ocasionaron el retiro de los músicos anteriores y encontrando su reemplazo, la agrupación continúa sus actividades artísticas cumpliendo con cada uno de sus compromisos y, para el año 1993, Kraken preparaba nuevo material para su cuarta producción. La propuesta nace por parte de Elkin Ramírez y logra tener gran aceptación y credibilidad en el bajista fundador Jorge Atheortua. Entre ambos lideran la nueva producción. Piel de cobre se graba y se produce durante este tiempo y se comercializa en octubre de 1993. Durante la grabación el guitarrista fundador, Hugo Restrepo, abandona la banda y es reemplazado inmediatamente por el músico Federico López, teclista y segunda guitarra quien asume el reto, pues también hace las veces de productor e ingeniero de grabación. El álbum hace un homenaje a las culturas mesoamericanas más relevantes: Maya, Azteca e Inca. Fueron dos años dedicados al estudio de sus costumbres y dialectos para llegar a su conceptualización, por ello se incluyeron términos fonéticos de sus lenguas madres en canciones como «Méxica», «Eres», «O'Culto» y el tema homónimo del álbum, «Piel de Cobre».
De manera paralela a su grabación y producción, Elkin Ramírez escribía y creaba el diseño para el montaje escénico coreógrafo–musical, que fue apoyado por el Ballet Folklórico de Antioquia, evento que se realizó para el lanzamiento en vivo de este álbum que se llevó a cabo en el Teatro Metropolitano de Medellín, el 1 de diciembre de ese mismo año. El tema «Lenguaje de mi Piel» se convertiría en un éxito, encabezando nuevamente las listas radiales juveniles y alternas a nivel nacional y llegando posteriormente al top 10 en la lista internacional del Word Chart hispanoamericano, por tres semanas consecutivas, selección editada desde Los Ángeles (California en 1994) y a inicios de ese mismo año, Codiscos, sello fonográfico propietario de los derechos de comercialización de sus dos primeros álbumes, edita el álbum titulado "Kraken I+II".
Formación entre 1993 y 1994
- Elkin Ramírez: letras, líricas y voz.
- Federico López: guitarra y teclados.
- Bayron Sánchez: guitarra acústica.
- Jorge Atehortua: bajo.
- Felipe Montoya y Carlos García: batería.
- Santiago Restrepo: teclados.

### El símbolo de la huellay primer álbum recopilatorio
A finales de 1993 se vincularon nuevos músicos, entre ellos: Santiago Restrepo (teclados), Felipe Montoya (batería), Byron Sánchez (guitarra acústica) y Henry Borrero (guitarra líder), músicos que trabajaron al lado de Jorge Atheortua y Elkin Ramírez durante los años 1994 y 1995, participando en la producción y grabación del quinto álbum titulado El símbolo de la huella, comercializado en el mes de octubre de 1995 y apoyado por su segundo montaje escénico musical "La Premier", evento que se llevó también a cabo en el Teatro Metropolitano de Medellín. Para su lanzamiento se escogió el tema «Silencioso Amor» que en aquel entonces paso sin dejar huella en las emisoras locales y nacionales, pero que con el tiempo se ha convertido en otro clásico de la banda y que ahora es parte indispensable repertorio de las presentaciones de la banda.
Para ese entonces el bajista y cofundador de la banda y amigo inseparable de Elkin Ramírez, Jorge Atehortua, se retira voluntariamente en diciembre de 1995 para continuar como docente y asesor empresarial.
Elkin Ramírez, a inicios de 1996, convoca y audiciona nuevos músicos para continuar con sus giras. Además, adopta la modalidad Kraken Acústico. Kraken apoyó su gira nacional con el lanzamiento del videoclip del tema «Déjame», extraído de las imágenes de su montaje anterior realizado para "El símbolo de la huella".
Formación en 1995
- Elkin Ramírez: letras, líricas y voz.
- Henry Borrero: guitarra eléctrica.
- Bayron Sánchez: guitarra electro-acústica.
- Santiago Restrepo : teclados.
- Jorge Atehortúa: bajo eléctrico.
- Felipe Montoya: batería.
- Néstor Gómez y Hernán Cruz: músicos invitados para El símbolo de la huella.

Formación en 1996
- Elkin Ramírez: letras, líricas y voz.
- Henry Borrero: guitarra eléctrica.
- Milton García: teclados y segunda voz.
- Julián Ortiz : bajo eléctrico.
- Daniel Pacheco: batería.

### Rumores de desintegración, nuevo disco y llegada del nuevo milenio
Entre los años 1994 y 1996, Kraken realizó más de cien presentaciones en vivo, sin que se dejaran vencer por las dificultades enfrentadas, audicionando y trabajando con nuevos músicos. Los rumores de la desintegración de la banda eran desmentidas con la fijación de nuevas fechas para sus conciertos. A mediados de 1997, Elkin Ramírez inicia audiciones para nueva alineación y que duraría hasta julio del 2003, conformada con los nuevos músicos: Juan Esteban Echeverri (guitarrista), Alejandro Gutiérrez (baterista), mientras que los teclados y bajistas eran interpretados por artistas invitados hasta que, en el segundo semestre de 1997, ingresaron Luis Guillermo Ramírez (bajista) y David Mejía (teclados). Elkin Ramírez, como líder de la banda, emprendió así la realización de metas más ambiciosas como independizar a Kraken de los sellos tradicionales que solían quedarse con la mayoría de los ingresos, pero manteniendo su concepto artístico de rock duro. En mayo de 1997, Kraken es contratado para presentarse por primera vez en el festival Rock al Parque de la ciudad de Bogotá.
Kraken se propuso conquistar y fortalecer su nombre en la capital colombiana y con gran éxito lanzó en el Teatro Jorge Eliécer Gaitán el 15 de agosto de 1998, su sello independiente "Athenea Producciones" convirtiendo así a Bogotá en la nueva sede de la agrupación. El siguiente paso fue la composición y grabación de un disco que incluyó cinco temas inéditos denominado Una Leyenda del Rock, publicado en 1999. Los primeros cinco temas fueron compuestos, grabados y producidos con total independencia por parte de Kraken en un estudio particular de Medellín, mientras que se cerró el disco con otros tres temas inéditos en cuanto al formato digital. «Frágil al viento» llegó a número uno en listas radiales, no solo de Colombia sino de Ecuador y Venezuela.
Ese mismo año la banda es invitada por primera vez a Ecuador, donde fue recibida por sus seguidores en el aeropuerto de Quito. El concierto se realizó en el Teatro Ágora, donde fueron recibidos por unos 7000 asistentes. El 7 de diciembre de 2001, Kraken volvió nuevamente a Ecuador, siendo apoyado por la asistencia de muchos más seguidores, pues esta vez estuvo en el coliseo del sur de la ciudad de Quito frente a 10 000 espectadores.
La banda, en vista de su auge, decide continuar el concepto denominado Kraken Acústico, con arreglos para piano, guitarra y voz. Además, debido a la insistencia de sus seguidores, se contempla por primera vez la grabación oficial de un álbum en concierto.

### Huella y camino: álbum y gira
La cantidad de grabaciones caseras tomadas de los conciertos por sus fanes, inquietó a la dirección artística del grupo. Por ello, Elkin Ramírez tomó la decisión de emprender la tarea de realizar grabaciones de su banda en vivo en formato profesional que luego serían compiladas para producir el primer álbum en directo de la banda titulado Kraken en vivo: Huella y camino. Este álbum se grabó durante dos presentaciones llevadas a cabo en el año 2000. La primera fue en el Teatro Jorge Eliécer Gaitán de la Bogotá y el segundo en el Aeroparque Juan Pablo II de la ciudad de Medellín, la cual cuenta con canciones clásicas de la banda como «Escudo y espada», «Muere libre», «Vestido de cristal», «Lenguaje de mi piel» y «Frágil al viento» entre muchas otras, adicionando dos temas inéditos: «Corazón felino» y «Revolución». En el año 2001, mientras continuaban con sus presentaciones, la producción general de este álbum ocupó la atención de Kraken y para finales de dicho año, se hicieron contactos pertinentes para su comercialización con sellos independientes dentro y fuera de Colombia. Este álbum contó con una edición especial y se editó como "álbum doble de lujo", para países suramericanos como Argentina, Chile, Bolivia, Perú, Ecuador, Uruguay, Paraguay, países norteamericanos como México, Estados Unidos y Europa.[cita requerida]
El concierto oficial para su lanzamiento no se hizo esperar y la gira que se denominó Huella y camino. Se inició en Bogotá el 6 de abril de 2002, con una presentación realizada en el Teatro Jorge Eliécer Gaitán, agotando todas las localidades tres días antes. La gira incluyó las ciudades colombianas de: Tunja, Cali, Pereira, Pasto y Manizales, regresando a Bogotá en agosto del mismo año, con su puesta en escena denominada '"El Recital", con dos noches consecutivas en el Teatro Colsubsidio Roberto Arias Pérez. Se realizó también la segunda visita a Venezuela, esta vez a Valencia en el mes de septiembre. Un pequeño receso se necesitó durante el retorno de la agrupación a su ciudad natal, reapareciendo en un concierto el 8 de diciembre de ese mismo año el municipio de Envigado. Para finales del 2003, Elkin Ramírez convoca una nueva alineación de músicos que pone en periodo de prueba y continúa realizando conciertos ese año en Manizales, Cali, Pereira, Bogotá, Medellín, Armenia, Bucaramanga, Barranquilla, Ibagué, Popayán y Caracas (Venezuela).
En abril de 2004, Discos Fuentes lanza el recopilatorio, Kraken IV + V: Vive el Rock Nacional. La banda recibió en el mes de junio un Disco de Oro por las ventas de su álbum Kraken en vivo: Huella y camino y en el mes de octubre son invitados a cerrar el primer día del Festival Rock al Parque en su décima edición, frente a más de 70.000 espectadores en la plaza de eventos del Parque Metropolitano Simón Bolívar de Bogotá, celebrando así veinte años de vida artística ininterrumpida. Este mismo año se publica Tributo al Titán, un tributo de bandas nacionales.
Formación hasta el 2003
- Elkin Ramírez: letras, líricas y voz.
- Juan Esteban Echeverry: guitarras.
- Luis Guillermo Ramírez: bajo.
- David Mejía:  teclados.
- Alejandro Gutiérrez: batería.

### Filarmónico
En octubre de 2004, de la mano de su entonces Coordinador General,  Camilo Gutiérrez, se inician las conversaciones que darán vía libre a la creación de los arreglos orquestales para la realización del proyecto Kraken filarmónico. Los ensayos con la Orquesta Filarmónica de Bogotá fueron llevados a cabo entre los días 10 y 13 en las instalaciones del Auditorio León de Greiff ubicado en la Ciudad Universitaria de Bogotá y esa misma semana el día viernes 14 de octubre de 2005, realizaron el primer concierto bajo esta modalidad. Al día siguiente y en este mismo formato, la agrupación fue invitada abrir el Festival Rock al Parque de ese mismo año.
Para el 2006 graban el álbum filarmónico, lanzado en diciembre de ese mismo año después de haber sido masterizado por el ingeniero Simón Gibson en los estudios "Abbey Road" (Londres, Inglaterra). Un tercer concierto filarmónico es llevado a cabo en las instalaciones del Palacio de los Deportes de Bogotá, también con la participación de la Orquesta Filarmónica de Bogotá frente a más de 5.000 asistentes. La realización de este proyecto estuvo liderada por su vocalista Elkin Ramírez, en compañía de su departamento admistrativo, su equipo técnico y artístico. En enero de este mismo año, Kraken también había sido invitado a dos de los principales Festivales de Rock de Argentina: Cosquín Rock y Gessell Rock.
En el 2007 la banda realiza conciertos en Ecuador y Estados Unidos, cerrando el año con una gira por cinco ciudades colombianas acompañados por Rata Blanca de Argentina.

### Humana deshumanización
En el 2008, la agrupación ingresó a los estudios para grabar un nuevo disco, mientras que ese mismo año fue comercializado en Colombia y México un disco tributo internacional a Kraken llamado Tributo internacional a Kraken. En este álbum sus gestores y productores, Álex Ortiz y Felipe Muñoz (quien ya había producido en años anteriores Tributo al Titán) se unieron con agrupaciones de Medellín y Cali para convocar a la grabación de más de treinta canciones de Kraken por parte de agrupaciones de Colombia, Iberoamérica y España. Se destaca la participación de cantantes como el venezolano Paul Gillman y el argentino Adrián Barilari (Rata Blanca), y muchas otras reconocidas agrupaciones de Perú, Chile, Uruguay, Bolivia, Ecuador, entre otros. En septiembre de este año la banda da un concierto en el parque principal del municipio de Soacha, localidad cercana a Bogotá, en el marco del primer Festival de Juventudes. El 6 de diciembre de 2007, previo a su ingreso al estudio, Kraken es contratada para encabezar la gira denominada "Monstruos del Rock latinoamericano", en compañía de la banda argentina Rata Blanca. El primer concierto se realizó en el Coliseo El Salitre de la ciudad de Bogotá con un lleno total. Esta gira que se realizó entre el 6 y el 15 de diciembre incluyó también las ciudades colombianas de: Buga, Pereira, Medellín y Barranquilla, con una convocatoria que sumó un total de 35.000 asistentes.
Luego de tres años de gira y composición, Kraken lanza su séptimo trabajo discográfico de estudio titulado Humana deshumanización el 24 de octubre de 2009 y celebra así sus 25 años de trayectoria musical con un majestuoso concierto en la ciudad de Bogotá. Para este mismo año ingresan el baterista Julian Puerto y el Guitarrista Ricardo Wolff. En el 2010 la banda ganó el premio a la mejor banda de "Rock Duro o Hard Rock" otorgado por la revista Shock.
Formación hasta 2009
- Elkin Ramírez: letras, líricas y voz.
- Andrés Leiva: guitarras.
- Luis Alberto Ramírez: bajo.
- Rubén Gélvez: teclados.
- Carlos Cortés: batería.

### Aniversario 30
Luego de estar de gira durante el 2011 y el 2012 por toda Colombia, durante el 2013 la banda se dedicó a la composición de material para un nuevo álbum que sería publicado tres años después. El 8 de marzo de 2013 publican el primer sencillo titulado «La Barca de los Locos».
Ese mismo año, la agrupación viaja a México para presentarse en el Teatro Metropólitan de Ciudad de México el 31 de mayo y en Guadalajara en el Parque Metropolitano Agua Azul el 2 de junio, eventos organizados por la primera edición de "Rock al Parque rueda por Latinoamérica". De varios conciertos en el territorio colombiano se destaca su presentación del 3 de noviembre de 2013, realizada en el Coliseo Cubierto El Campín de Bogotá frente a cerca de 12 mil personas, en el marco del Mägo de Oz Fest en celebración de los 25 años de la banda española de folk metal Mägo de Oz. Para el año 2014, nuevamente se presentan en Medellín, Ibagué y México D.F. en el Festival Vive Latino el día 29 de marzo. El día 28 de mayo fueron los teloneros de Therion durante su presentación en Bucaramanga.
Con motivo de su aniversario número 30 se llevan a cabo varias celebraciones. La primera de ellas fue la presentación de tres fechas en el Teatro Jorge Eliécer Gaitán de Bogotá, en los días 25, 26 y 27 de julio, de su formato "Kraken filarmónico", con la participación de la Orquesta Nueva Filarmonía y el Coro Filarmónico de Bogotá. El anuncio tuvo tanto éxito que la boletería se agotó en menos de un mes para las dos primeras fechas, y en menos de una semana para la tercera; durante estas tres fechas se comercializó el DVD en vivo denominado Kraken 30 años: La fortaleza del titán, mismo nombre que llevó su gira posterior. Dicho DVD fue grabado en diciembre de 2013 en el Orquideorama del Jardín botánico de Medellín con ayuda de Andrés Felipe Muñoz, baterista de la banda Tres de Corazón. Para finales de 2014 el grupo publica un libro titulado Kraken 30 años, el cual es un recopilatorio de fotos e historias de los treinta años de historia de la banda. 
La gira relacionada concluyó en junio de 2015 en el Royal Center de Bogotá, con un concierto de más de dos horas donde se lanzó la canción «Sobre esta tierra» del nuevo álbum.

### Sobre esta tierra
El nuevo álbum, titulado Sobre esta tierra, fue publicado en formato digital el 10 de septiembre de 2016 y en formato de CD físico el 20 del mismo mes. Junto con la publicación digital fue estrenado el video del segundo sencillo «No importa que mientas», producido por Vero Eche. En él los actores Verónica Lopera y Andrés Ramírez, protagonizan una puesta en escena de danza contemporánea en el Palacio de la Cultura Rafael Uribe Uribe de Medellín.
Formación desde 2009 hasta 2017
- Elkin Ramírez: letras, líricas y voz.
- Andrés Leiva: guitarra - coros.
- Luis Alberto Ramírez: bajo.
- Rubén Gélvez: teclados - coros
- Julián Puerto: batería.
- Ricardo Wolff: segunda guitarra - coros

### Muerte de Elkin Ramírez
El 5 de julio de 2015 Elkin Ramírez, vocalista y líder de la banda, fue sometido a una operación para extraerle el edema fibroso (tumor) que le fue detectado en el parietal izquierdo del cerebro y desde entonces estuvo en recuperación, quimioterapias y otros procedimientos. El 24 de diciembre de 2016 fue hospitalizado en la Clínica Las Américas, producto de complicaciones asociadas al tumor maligno fue trasladado a la Clínica Neurológica de Antioquia, donde falleció en la mañana del 29 de enero de 2017 en Medellín.
Ramírez se despidió agradeciendo la paciencia de sus seguidores:

“Gracias por su acompañamiento, no abandonarnos y entender que en momentos difíciles se conocen las personas que realmente lo quieren a uno. Kraken sigue adelante, vamos con toda, los quiero y los extraño muchísimo, hasta pronto.”

Los seguidores se reunieron en la Basílica Metropolitana, ubicada en la ciudad de Medellín, para darle el último adiós al eterno vocalista de Kraken, Elkin Ramírez, donde llegaron los integrantes de la agrupación musical para rendirle un sentido homenaje al ‘Titán’. dentro del lugar tocaron: "Lenguaje de mi piel" y "Frágil al viento", con los asistentes cantando las canciones, en una emotiva despedida.
Por su parte, la familia de Elkin a través de su hijo, Andrés Ramírez, agradeció a todas las personas que llegaron y los acompañaron en este momento.
Diferentes artistas y agrupaciones musicales se acercaron a la ceremonia para también agradecerle a Elkin por el gran legado que dejó en el rock latinoamericano. Artistas como Juanes, Aterciopelados, Betelgeuse, Tres de Corazón, Andrés Cepeda, Adrián Barilari, La Pestilencia, WarCry, I.R.A., Ángeles del Infierno, Mägo de Oz y otros se manifestaron por redes sociales; esta última agrupación, en su concierto celebrado en Bogotá en junio de 2018 con objeto de su 30.º aniversario, le rinde homenaje al fallecido cantante dedicando a éste la canción "Adiós Dulcinea II".
La presidencia de la república de Colombia envió a sus familiares una carta de condolencias, lamentando la pérdida: "lo recordaremos como el gran intérprete y compositor que fue, pero sobre todo, por el ejemplo de independencia y honestidad que dio durante toda su vida, aunque su voz ya no esté con nosotros, el legado del titán del rock nos acompañará para siempre".
Formación desde 2018
Luego del deceso de su director general y vocalista líder Elkin Ramírez. La familia decide darle continuidad a su legado artístico con el apoyo de los músicos que lo acompañaron en su última etapa. Además de incluir a la cantante Bogotana Roxana Restrepo para darle un nuevo impulso y no dejar desfallecer el trabajo que el propio Elkin impulsó por más de 30 años en pro del "Rock Nacional.
"No buscamos una voz similar a la incomparable voz de nuestro Titán, encontramos en el camino un espíritu de mujer que encajó entre nosotros de manera tranquila y consecuente. Decidimos presentar nuestros respetos al legado musical de Elkin Ramírez aportándole al rock Colombiano una voz  femenina, que no invita a olvidarlo, que no pretende imitarlo, que tiene su propia esencia y deja claro que esta historia es diferente, que entendemos que Kraken sin Elkin no es lo mismo y que aún faltan muchos sueños por cumplir “Sin miedo a vivir, Sin miedo al dolor”.
Andrés Ramírez. Director general Kraken.
Formación Actual.
- Roxana Restrepo: voz.
- Andrés Leiva: guitarra líder.
- Luis Alberto Ramírez: bajo eléctrico.
- Rubén Gélvez: teclados.
- Julián Puerto: batería.
- Ricardo Wolff: guitarra rítmica.

## Cronología
|                 |                 |                 |                 |                 |                 |                 |                 |                         |                        |                                       |                        |                        |                                 |                        |                              |                                      |                              |                              |                              |                                |                              |                              |                                        |                              |                              |                              |                              |                              |                              |                              |                              |                              |                              |                              |                              |                              |                              |
|                 | Kraken I        |                 | Kraken II       | Kraken III      |                 | Piel de cobre   | Kraken I + II   | El símbolo de la huella |                        | Kraken 89 - 98: Compilado promocional | Una leyenda del rock   |                        | Kraken en vivo: Huella y camino |                        | Tributo al Titán             | Kraken IV + V: Vive el rock nacional |                              | Filarmónico                  |                              | Tributo internacional a Kraken | Humana deshumanización       |                              | Kraken 30 años: La fortaleza del titán |                              | Sobre esta tierra            | El Legado                    |                              | VII: Los Pasos del Titán     |                              |                              |                              |                              |                              |                              |                              |                              |                              |
| 1983 a 1986     | 1987            | 1988            | 1989            | 1990            | 1991 a 1992     | 1993            | 1994            | 1995                    | 1996 a 1997            | 1998                                  | 1999                   | 2000 a 2001            | 2002                            | 2003                   | 2004                         | 2004                                 | 2005                         | 2006                         | 2007                         | 2008                           | 2009                         | 2009                         | 2014                                   | 2015                         | 2016                         | 2017                         | 2018                         | 2024                         |                              |                              |                              |                              |                              |                              |                              |                              |                              |
| Elkin Ramírez   | Elkin Ramírez   | Elkin Ramírez   | Elkin Ramírez   | Elkin Ramírez   | Elkin Ramírez   | Elkin Ramírez   | Elkin Ramírez   | Elkin Ramírez           | Elkin Ramírez          | Elkin Ramírez                         | Elkin Ramírez          | Elkin Ramírez          | Elkin Ramírez                   | Elkin Ramírez          | Elkin Ramírez                | Elkin Ramírez                        | Elkin Ramírez                | Elkin Ramírez                | Elkin Ramírez                | Elkin Ramírez                  | Elkin Ramírez                | Elkin Ramírez                | Elkin Ramírez                          | Elkin Ramírez                | Elkin Ramírez                | Elkin Ramírez                | Roxana Restrepo              | Roxana Restrepo              | Roxana Restrepo              | Roxana Restrepo              | Roxana Restrepo              |                              |                              |                              |                              |                              |                              |
| Jorge Atehortúa | Jorge Atehortúa | Jorge Atehortúa | Jorge Atehortúa | Jorge Atehortúa | Jorge Atehortúa | Jorge Atehortúa | Jorge Atehortúa | Jorge Atehortúa         | Luis Guillermo Ramirez | Luis Guillermo Ramirez                | Luis Guillermo Ramirez | Luis Guillermo Ramirez | Luis Guillermo Ramirez          | Luis Guillermo Ramirez | Luis Alberto Ramírez Montaño | Luis Alberto Ramírez Montaño         | Luis Alberto Ramírez Montaño | Luis Alberto Ramírez Montaño | Luis Alberto Ramírez Montaño | Luis Alberto Ramírez Montaño   | Luis Alberto Ramírez Montaño | Luis Alberto Ramírez Montaño | Luis Alberto Ramírez Montaño           | Luis Alberto Ramírez Montaño | Luis Alberto Ramírez Montaño | Luis Alberto Ramírez Montaño | Luis Alberto Ramírez Montaño | Luis Alberto Ramírez Montaño | Luis Alberto Ramírez Montaño | Luis Alberto Ramírez Montaño | Luis Alberto Ramírez Montaño | Luis Alberto Ramírez Montaño | Luis Alberto Ramírez Montaño | Luis Alberto Ramírez Montaño | Luis Alberto Ramírez Montaño | Luis Alberto Ramírez Montaño | Luis Alberto Ramírez Montaño |
| Hugo Restrepo   | Hugo Restrepo   | Hugo Restrepo   | Hugo Restrepo   | Hugo Restrepo   | Hugo Restrepo   | Hugo Restrepo   | Henry Borrero   | Henry Borrero           | Juan Esteban Echeverry | Juan Esteban Echeverry                | Juan Esteban Echeverry | Juan Esteban Echeverry | Juan Esteban Echeverry          | Juan Esteban Echeverry | Andrés Leiva                 | Andrés Leiva                         | Andrés Leiva                 | Andrés Leiva                 | Andrés Leiva                 | Andrés Leiva                   | Andrés Leiva                 | Andrés Leiva                 | Andrés Leiva                           | Andrés Leiva                 | Andrés Leiva                 | Andrés Leiva                 | Andrés Leiva                 | Andrés Leiva                 | Andrés Leiva                 | Andrés Leiva                 | Andrés Leiva                 |                              |                              |                              |                              |                              |                              |
| Gonzalo Vásquez | Gonzalo Vásquez | Gonzalo Vásquez | Gonzalo Vásquez | Gonzalo Vásquez | Gonzalo Vásquez | Felipe Montoya  | Felipe Montoya  | Felipe Montoya          | Alejandro Gutiérrez    | Alejandro Gutiérrez                   | Alejandro Gutiérrez    | Alejandro Gutiérrez    | Alejandro Gutiérrez             | Alejandro Gutiérrez    | Carlos Cortés                | Carlos Cortés                        | Carlos Cortés                | Carlos Cortés                | Carlos Cortés                | Carlos Cortés                  | Carlos Cortés                | Julián Puerto                | Julián Puerto                          | Julián Puerto                | Julián Puerto                | Julián Puerto                | Julián Puerto                | Julián Puerto                | Julián Puerto                | Julián Puerto                | Julián Puerto                |                              |                              |                              |                              |                              |                              |
|                 |                 |                 |                 | Jaime Ochoa     | Jaime Ochoa     | Federico López  | Federico López  | Santiago Restrepo       | David Mejia            | David Mejia                           | David Mejia            | David Mejia            | David Mejia                     | David Mejia            | Rubén Gélvez                 | Rubén Gélvez                         | Rubén Gélvez                 | Rubén Gélvez                 | Rubén Gélvez                 | Rubén Gélvez                   | Rubén Gélvez                 | Rubén Gélvez                 | Rubén Gélvez                           | Rubén Gélvez                 | Rubén Gélvez                 | Rubén Gélvez                 | Rubén Gélvez                 | Rubén Gélvez                 | Rubén Gélvez                 | Rubén Gélvez                 | Rubén Gélvez                 |                              |                              |                              |                              |                              |                              |
| Jaime Tobón     | Ricardo Posada  |                 |                 |                 |                 | Federico López  | Federico López  | Bayron Sánchez          |                        |                                       |                        |                        |                                 |                        |                              |                                      |                              |                              |                              |                                |                              | Ricardo Wolff                | Ricardo Wolff                          | Ricardo Wolff                | Ricardo Wolff                | Ricardo Wolff                | Ricardo Wolff                | Ricardo Wolff                | Ricardo Wolff                | Ricardo Wolff                | Ricardo Wolff                |                              |                              |                              |                              |                              |                              |

|  | Álbum editado |  | Voz |  | Batería |  | Guitarra acústica |  | Álbum tributo |  | Álbum de remezclas |  | EP |

|  | Bajo |  | Guitarra principal |  | Teclados |  | Álbum en estudio |  | Álbum en vivo |  | Álbum recopilatorio |

## Discografía

### Álbumes de estudio
- 1987: Kraken I - Codiscos
- 1989: Kraken II - Codiscos
- 1990: Kraken III - Sonolux
- 1993: Piel de cobre - 	Discos Fuentes
- 1995: El símbolo de la huella - Discos Fuentes
- 1999: Una leyenda del rock - Codiscos
- 2009: Humana deshumanización - Athenea Producciones
- 2016: Sobre esta tierra - Athenea Producciones
- 2024: Los pasos del titán - Athenea Producciones

### Álbumes en directo
- 2002: Kraken en vivo: Huella y camino - Athenea Producciones
- 2014: Kraken 30 años: La fortaleza del titán - Locomotora Producción Audiovisual

### Álbumes de remezclas
- 2006: Filarmónico - Athenea Producciones

### Álbumes recopilatorios
- 1994: Kraken I + II - Codiscos
- 1998: Kraken 89 - 98: Compilado promocional - Athenea Producciones
- 2004: Kraken IV + V: Vive el rock nacional - Discos Fuentes

### EP
- 2007: Rompiendo el hechizo (Maxisingle) - Athenea Producciones
- 2017: El Legado - Psychophony Records

### Sencillos
- 1986: «Todo hombre es una historia»/«Muere libre»
- 1987: «Escudo y espada»/«Soy real»
- 1989: «Vestido de cristal»
- 1989: «Una vez más»
- 1990: «Rostros ocultos»
- 1990: «Lágrimas de fuego»
- 1993: «Lenguaje de mi piel»
- 1993: «Piel de cobre»
- 1995: «Silencioso amor»
- 1995: «El símbolo de la huella»
- 1999: «El idioma del rock»
- 1999: «Frágil al viento»
- 2009: «El tiempo no miente jamás»
- 2009: «Rompiendo el hechizo»
- 2009: «Extraña predicción»
- 2013: «La barca de los locos»
- 2016: «No importa que mientas»

### Álbumes en video
- 2014: Kraken 30 años: La fortaleza del titán - Locomotora Producción Audiovisual

### Álbumes de tributo
- 2004: Tributo al Titán - Etnia Records
- 2008: Tributo internacional a Kraken - Etnia Records

### Bootleg
- 2008: Kraken Acústico
- 2008: Acústico en Manizalez

## Listas

### Álbumes
| Publicación          | País          | Trabajo            | Premio                                                  | Año  | Puesto |
| -------------------- | ------------- | ------------------ | ------------------------------------------------------- | ---- | ------ |
| Alborde              | EUA           | Kraken II          | Los 250 álbumes más importantes del Rock Iberoamericano | 2006 | 244    |
| Rock en las Américas | Latinoamérica | Kraken II          | 50 años de rock hispanoamericano en 250 álbumes         | 2006 | 222    |
| Radiónica            | Colombia      | Kraken I           | "Rock colombiano: 100 discos, 50 años"                  | 2013 | 6      |
| Radiónica            | Colombia      | Kraken filarmónico | "Rock colombiano: 100 discos, 50 años"                  | 2013 | 40     |

### Sencillos
| Publicación   | País     | Trabajo               | Premio                                           | Año  | Puesto |
| ------------- | -------- | --------------------- | ------------------------------------------------ | ---- | ------ |
| Alborde       | EUA      | "Lenguaje de mi piel" | 500 canciones del Rock Iberoamericano            | 2006 | 124    |
| Alborde       | EUA      | "Vestido de cristal"  | 500 canciones del Rock Iberoamericano            | 2006 | 434    |
| Subterránica  | Colombia | "Vestido de cristal"  | Las 100 Mejores Canciones del Rock Colombiano    | 2011 | 13     |
| Subterránica  | Colombia | "Lenguaje de mi piel" | Las 100 Mejores Canciones del Rock Colombiano    | 2011 | 14     |
| Subterránica  | Colombia | "Muere libre"         | Las 100 Mejores Canciones del Rock Colombiano    | 2011 | 86     |
| Rolling Stone | Colombia | "Vestido de cristal"  | 50 Grandes Canciones Colombianas                 | 2014 | 10     |
| Rolling Stone | Colombia | "Escudo y espada"     | 50 Grandes Canciones Colombianas                 | 2014 | 36     |
| AutopistaROCK | Colombia | "Escudo y espada"     | Las 50 Canciones Más Grandes del Rock Colombiano | 2014 | 20º    |